# Bakwa Tshiala
Bakua-Tshala est un clan  de la tribu Bena-Mulenga du territoire de Miabi, secteur de Tshilundu (Mérode) dans le Kasaï-Oriental. Ils sont membres de l'ethnie Baluba du Kasaï (Luba-Kasai). 
La collectivite ou tribu des Bena-Mulenge se compose de 9 clans (groupements)   : Bakua-Tshiya, Bakua-Mbiye, Bakua-Tshala, Bena Kabela-Nkusu, Bakuamba,  Bakua-Mpata,  Bakua-Mwanza,  Bena Cilobo  et Bena Lubashi »
Leur langue est le tshiluba.